# Echymipera davidi
L'echimipera di David (Echymipera davidi Flannery, 1990), detta anche bandicoot spinoso di David, è una specie di bandicoot. È endemica delle foreste pluviali di Kiriwina, una delle Isole Trobriand (Papua Nuova Guinea). Potrebbe anche vivere su altre isole dell'arcipelago, ma per averne la certezza occorrerebbe compiere ulteriori studi sul campo. Kiriwina non è molto estesa e l'areale della specie non è più vasto di 280 km². Inoltre l'isola presenta un'alta densità umana ed è piuttosto pianeggiante (la massima elevazione si aggira sui 100 m). Tutti questi fattori costituiscono fonte di preoccupazioni per la sopravvivenza del marsupiale.